# Gummersbach
Gummersbach er en by i Tyskland i delstaten Nordrhein-Westfalen med cirka 52.000 indbyggere. Byen er administrativt sæde i kreisen Oberbergischer Kreis. Byen ligger 50 km øst for Köln.

## Historie
I 1109 blev Gummersbach for første gang nævnt i skriftlige kilder, da kaldt Gummeresbracht. Gummersbach fik byrettigheder i 1857.